# Море Піни
Море Піни (лат. Mare Spumans) — маленьке море на Місяці, в східній частині видимого боку. Максимальний розмір — близько 150 км, координати центра — 1°18′ пн. ш. 65°18′ сх. д. / 1.3° пн. ш. 65.3° сх. д..
Сучасну назву цього моря запропонував німецький астроном Юліус Генріх Франц. 1935 року її затвердив Міжнародний астрономічний союз. Воно, як і сусіднє Море Хвиль, фігурує на місячних картах здавна: 1645 року Міхаель ван Лангрен назвав ці моря Царською рікою (лат. Regius Fluvius), а 1647 року Ян Гевелій — Гіркими болотами (лат. Amarae Paludes).

## Опис
Море Піни лежить на схід від Затоки Успіху Моря Достатку і на південний захід від Моря Хвиль, від якого відділене 10-кілометровим перешийком. У його околицях є й багато дрібних морських ділянок — здебільшого залитих лавою кратерів. Це, зокрема, 35-кілометровий кратер Вебб C, що зливається з морем, утворюючи затоку в його західній частині, 26-кілометровий Поморцев, що межує з морем на сході, кратери Вебб J, Маклорен H та Маклорен T біля південного краю моря, а також Маклорен K та Маклорен O біля східного. На північно-західному березі Моря Піни лежить значно молодший і тому дуже яскравий кратер Пті (Petit) розміром 5 км. Окрім того, в околицях цього моря розташовані кратери Таунлі, Стюарт, Харгрівс, Морлі та Маклорен.
Поверхня Моря Піни лежить на 1,6–2,1 км нижче за місячний рівень відліку висот. Воно знаходиться на 0,8 км нижче за Море Хвиль та на 0,0–0,6 км вище за Море Достатку (якщо вимірювати за сусідніми ділянками). Товщина його лавового покриву, за даними вимірювання напівзатоплених кратерів, складає кількасот метрів.
Море Піни лежить на південному краю басейну Моря Криз, у районі його зовнішніх кілець. Він з'явився в нектарському періоді, а лава, що вкриває ці моря, виверглася в пізньоімбрійській епосі.

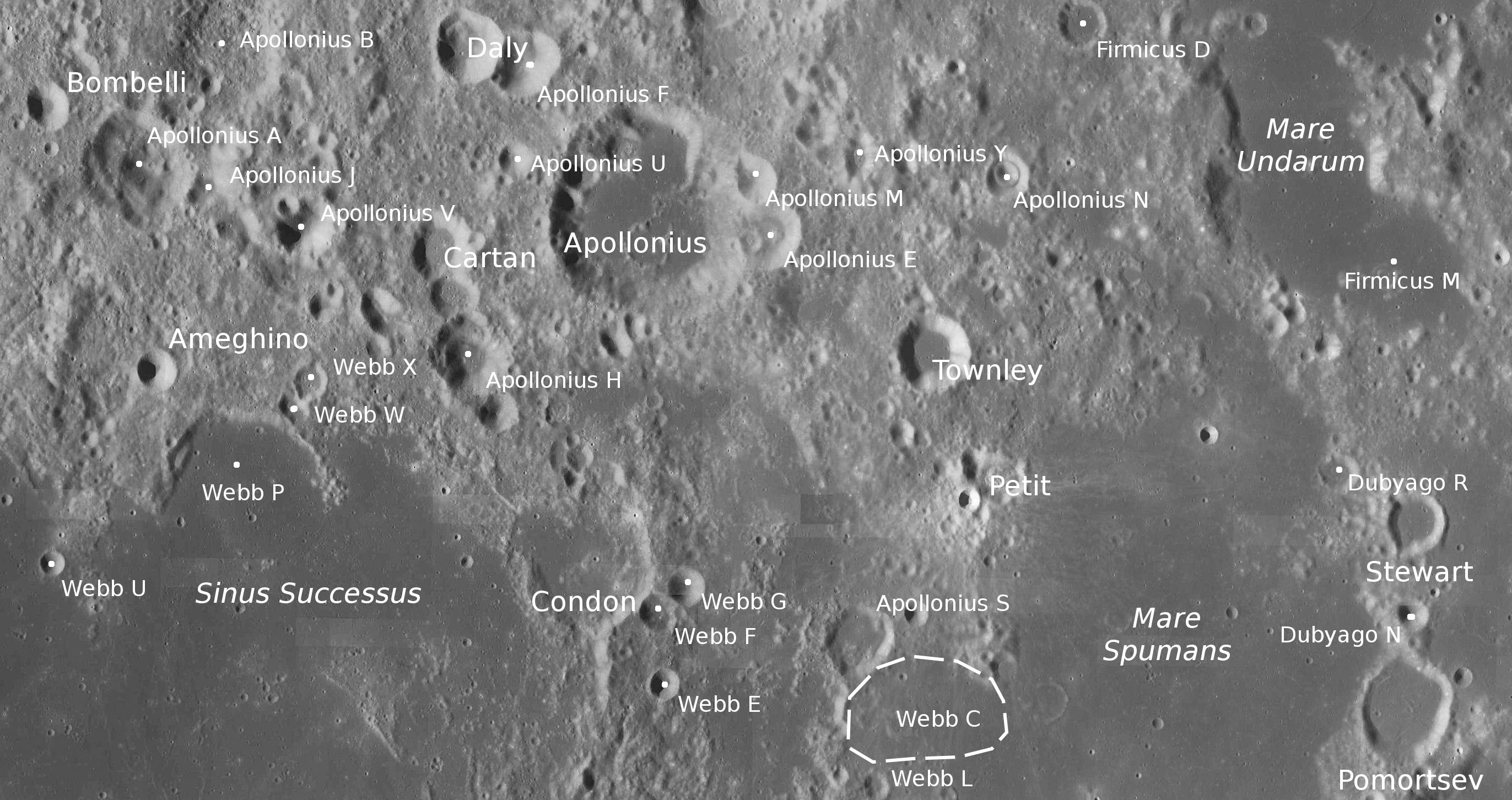
Карта регіону
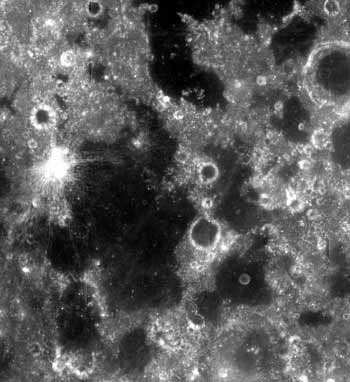
Знімок, зроблений при високому Сонці